# 순천도사초등학교
순천도사초등학교는 대한민국 전라남도 순천시 홍내동에 있는 공립 초등학교이다.

## 학교 연혁
- 1929년 11월 20일 도사공립보통학교 개교
- 1938년 4월 1일 도사공립심상소학교로 개칭[1]
- 1941년 4월 1일 도사공립국민학교로 개칭[2]
- 1949년 8월 15일 순천도사국민학교로 개칭(순천시 편입)[3]
- 1984년 3월 8일 병설유치원 개원
- 1996년 3월 1일 순천도사초등학교로 개칭[4]
- 2020년 2월 13일 제88회 17명 졸업(총 10,120명)
- 2021년 2월 10일 제89회 26명 졸업(총 10,146명)
- 2021년 3월 1일 제26대 김명식 교장 부임

## 학교 상징
교화는 백일홍인내하는 어린이, 교목은 왕버들나무꿈을 키워가는 어린이, 교색은 녹색희망을 꿈꾸는 어린이이다.

## 참고 자료
- 순천도사초등학교 - 한국교육학술정보원 학교알리미